# Nigel Heslop
Nigel John Heslop (Hartlepool, 4 dicembre 1963) è un ex rugbista internazionale per l'Inghilterra, finalista alla Coppa del Mondo di rugby 1991; ebbe anche un breve periodo nel rugby a 13 da professionista.

## Biografia
Arruolato nel dipartimento di polizia del Merseyside a Liverpool, Heslop militò nella squadra del Corpo dal 1983 al 1989; nel 1987 entrò nell'Orrell, club di Wigan nella Greater Manchester e nel 1990 debuttò in Nazionale inglese durante un tour in Argentina contro i Pumas a Buenos Aires.
Prese parte alla Coppa del Mondo di rugby 1991 con due incontri, e nel 1992 finì la sua carriera internazionale con il Grande Slam nel Cinque Nazioni.
Un anno più tardi passò al rugby a 13 nelle file dell'Oldham; tornato al 15 nel 1995, di nuovo all'Orrell, si ritirò dalle competizioni nel 1998.